# Florian Drexler

Florian Drexler (2021)

Florian Drexler (* 1984 in Wien) ist ein österreichischer Schauspieler, Regisseur, Musiker und Theaterpädagoge.

## Werdegang
Drexler studierte Jazz-Saxophon an der Musik und Kunst Privatuniversität der Stadt Wien (MUK). Danach studierte er Schauspiel bei Elfriede Ott in Wien. Nach der Schauspielausbildung gründete er mit Helene Sust, Nicole Zimmermann und Manuel Werner Bräuer das Theaterkollektiv playground. Er entwickelte und inszenierte eigene Stücke, unter anderem im WUK (Kulturzentrum), im Das Off Theater, im Kabelwerk Wien-Meidling, in der Sargfabrik Atzgersdorf (F23), im Theater Brett und im dramagraz. Er spielte in Wien und Graz in der freien Szene und produzierte Stücke mit Kindern und Jugendlichen in ganz Österreich. 
2017 entwickelte er gemeinsam mit Viola Falb die zeitgenössische Oper aKTION nILPFERD die mit Kindern und Jugendlichen im Festspielhaus St. Pölten aufgeführt wurde. 2021 bis 2024 schrieb und produzierte er mit der Regisseurin Sophie Bösker den Episodenfilm Wien0815 in dem er auch als männliche Hauptrolle auf Joyn (Streaminganbieter) zu sehen ist. 2024 inszenierte er die zeitgenössische Oper Hamed und Sherifa von Zad Moultaka am Theater an der Wien. Seit 2024 unterrichtet er Schauspiel an der Kunst- und Musikschule Hollabrunn.